# Бабляк Володимир Самійлович
Володи́мир Самі́йлович Бабля́к (нар. 5 (18) квітня 1916, село Великий Жванчик Новоушицького повіту Подільської губернії, нині Дунаєвецького району Хмельницької області — 20 листопада 1970, Київ, поховано в Чернівцях) — український письменник, журналіст. Член Спілки письменників України (1960).

## Життєпис
Батько Самійло Бабляк помер від нещасного випадку, коли Володі не було й трьох років. Мати Віра Григорівна (уроджена Михайловська; померла 1939 року) віддала сина й старшу дочку Галю на виховання дідусеві (прототип Матея Розмарини з однойменного оповідання Бабляка) і бабусі в село Колодіївка (нині Кам'янець-Подільського району). Тут Бабляк вчився в І—ІІІ класах, після чого мати забрала сина до Великого Жванчика, де він вчився в IV—VII класах. Продовжив навчання (VIII—X класи) в село Привороття (нині Подільське Кам'янець-Подільського району).
Після закінчення школи працював обліковцем (помічником бригадира) у колгоспі села Великий Жванчик. 1936 року Бабляка взяли інструктором-масовиком у районну газету (село Миньківці), восени 1936 направили на курси при окружній газеті «Червоний кордон» (Кам'янець-Подільський). Закінчивши курси, залишився працювати в «Червоному кордоні». Від 10 жовтня 1936 до 28 жовтня 1937 жив на вулиці Преображенській, 36 (нині — Руська, 60) у сім'ї Терлецьких. Звідси Бабляка призвали до війська (служив кулеметником). 1939 після звільнення в запас знову працює в газеті «Червоний кордон». Восени 1940 стає кореспондентом обласної газети «Радянська Буковина» (Чернівці).
Учасник Другої Світової війни з перших її днів. Брав участь у обороні Києва, воював під Ростовом-на-Дону, двічі поранено. Пробравшись з оточення на Поділля, вів підпільну боротьбу. У березні 1944 брав участь у відновленні виходу газети в Кам'янці-Подільському.
Повернувся на роботу в «Радянську Буковину», від 1945 року працював в обласній газеті «Вільна Україна» (Львів), від 1947 року — в обласній газеті «Вільне життя» (Тернопіль). Згодом переїхав у Чернівці та 1956 року перейшов на творчу роботу.

## Творчість
Друкувався від 1940 (оповідання «Анничка-мрійниця»). Окремо видав:
- збірки оповідань
  - «З пісень життя» (1958),
  - «Літопис горбатої ниви» (1961),
  - «Дорога до любові» (1964),
- романи
  - «Вишневий сад» (книга 1 — 1958, книга 2 — 1960, книга 3 — 1962),
  - «Жванчик» (книга 1 — 1967; книга 2 — 1969; книгу 3 не завершив).

1989 року в Києві видано твори Бабляка в двох томах.
Проза Володимира Бабляка відзначається поетичністю, багатством і виразністю мови.
«Вишневий сад» під назвою «Червоні маки» інсценізував Чернівецький український музично-драматичний театр. За романом «Жванчик» Київська кіностудія художніх фільмів імені Олександра Довженка 1974 року зняла фільм «Новосілля».